# 兵庫県道6号養父宍粟線
兵庫県道6号養父宍粟線（ひょうごけんどう6ごう やぶしそうせん）は、兵庫県養父市から宍粟市を結ぶ県道（主要地方道）である。

## 概要

### 路線データ
- 起点 : 養父市八鹿町国木（国道9号交点、つるぎが丘交差点）
- 終点 : 宍粟市山崎町中広瀬（国道29号・兵庫県道53号宍粟下徳久線交点、中広瀬交差点）
- 延長 : 48.664km

## 歴史
以前、兵庫県道6号の路線名はは八鹿山崎線だったが、養父市発足に伴い2004年（平成16年）4月に養父山崎線に改称され、さらに宍粟市発足に伴い2006年（平成18年）4月に現路線名に改称された。
- 1993年（平成5年）5月11日 - 建設省から、県道八鹿山崎線が八鹿山崎線として主要地方道に指定される[1]。
- 2024年（令和6年）10月12日 - 門野バイパス（養父市大屋町宮本 - 大屋町門野、1.56 km）が開通する[2]。

## 路線状況

### バイパス
- 福知橋バイパス

### 重複区間
- 国道312号（養父市八鹿町下網場・宮越交差点 - 養父市小城）
- 京都府道・兵庫県道2号宮津養父線（養父市薮崎・大屋橋交差点 - 養父市小城）
- 兵庫県道136号浅野山東線（養父市十二所 - 養父市浅野）
- 国道429号（宍粟市一宮町上岸田 - 宍粟市一宮町三方町）
- 国道29号（宍粟市一宮町安積・安積橋交差点 - 宍粟市山崎町中広瀬・中広瀬交差点）
- 兵庫県道523号塩田一宮線（宍粟市一宮町安積・安積橋交差点 - 宍粟市山崎町田井・よいたいトンネル東交差点）
- 兵庫県道8号加美宍粟線（宍粟市一宮町東市場・東市場交差点 - 宍粟市山崎町中広瀬・中広瀬交差点）

### 道の駅
- 道の駅播磨いちのみや（国道29号重複区間）

## 地理

### 通過する自治体
- 養父市
- 宍粟市

### 交差する道路
| 交差する道路                                                                                             | 市町村名 | 交差する場所               | 交差する場所                                                                             |
| --- | -------- | -------------------------- | ---------------------------------------------------------------------------------------- |
| 国道9号                                                                                                  | 養父市   | 八鹿町国木（くぬぎ）       | つるぎが丘交差点 / 起点                                                                  |
| 兵庫県道169号八鹿停車場線                                                                                | 養父市   | 八鹿町下網場（しもなんば） |                                                                                          |
| 国道312号 重複区間起点                                                                                   | 養父市   | 八鹿町下網場               | 宮越交差点                                                                               |
| 京都府道・兵庫県道2号宮津養父線 重複区間起点 兵庫県道104号物部藪崎線                                     | 養父市   | 薮崎                       | 大屋橋交差点                                                                             |
| 国道312号 重複区間終点 京都府道・兵庫県道2号宮津養父線 重複区間終点                                      | 養父市   | 小城（こじょう）           |                                                                                          |
| 国道9号                                                                                                  | 養父市   | 上箇（あげ）               | 上箇交差点                                                                               |
| 兵庫県道271号朝倉養父停車場線                                                                            | 養父市   | 広谷                       |                                                                                          |
| 兵庫県道70号十二所澤線 兵庫県道136号浅野山東線 重複区間起点                                              | 養父市   | 十二所                     |                                                                                          |
| 兵庫県道136号浅野山東線 重複区間終点                                                                     | 養父市   | 浅野                       |                                                                                          |
| 兵庫県道272号宮垣八木線                                                                                  | 養父市   | 大屋町宮垣                 |                                                                                          |
| 兵庫県道48号大屋波賀線 兵庫県道714号大屋関宮線 重複                                                      | 養父市   | 大屋町加保                 |                                                                                          |
| 兵庫県道279号森大屋線                                                                                    | 養父市   | 大屋町宮本                 |                                                                                          |
| 国道429号 重複区間起点                                                                                   | 宍粟市   | 一宮町上岸田               |                                                                                          |
| 兵庫県道428号森添三方線 兵庫県道521号道谷三方線 重複                                                     | 宍粟市   | 一宮町三方町（みかたまち） | 三方町交差点                                                                             |
| 国道429号 重複区間終点                                                                                   | 宍粟市   | 一宮町三方町               |                                                                                          |
| 兵庫県道39号一宮生野線                                                                                   | 宍粟市   | 一宮町福知                 |                                                                                          |
| 国道29号 重複区間起点 兵庫県道523号塩田一宮線 重複区間起点                                               | 宍粟市   | 一宮町安積（あづみ）       | 安積橋交差点【北緯35度6分26.3秒 東経134度34分52.0秒 / 北緯35.107306度 東経134.581111度】 |
| 兵庫県道8号加美宍粟線 重複区間起点                                                                       | 宍粟市   | 一宮町東市場               | 東市場交差点                                                                             |
| 兵庫県道523号塩田一宮線 重複区間終点                                                                     | 宍粟市   | 山崎町田井                 | よいたいトンネル東交差点                                                                 |
| 兵庫県道537号田井中広瀬線                                                                                | 宍粟市   | 山崎町田井                 | 田井交差点                                                                               |
| 兵庫県道429号岩野辺山崎線                                                                                | 宍粟市   | 山崎町今宿                 | 今宿北交差点                                                                             |
| 兵庫県道537号田井中広瀬線                                                                                | 宍粟市   | 山崎町中広瀬（なかびろせ） | 中広瀬北交差点                                                                           |
| 国道29号 重複区間終点 兵庫県道8号加美宍粟線 重複区間終点 兵庫県道23号三木宍粟線 兵庫県道53号宍粟下徳久線 | 宍粟市   | 山崎町中広瀬               | 中広瀬交差点 / 終点                                                                      |

### 沿線にある施設など
- 明延鉱山跡